# Abschnittsbefestigung Knock

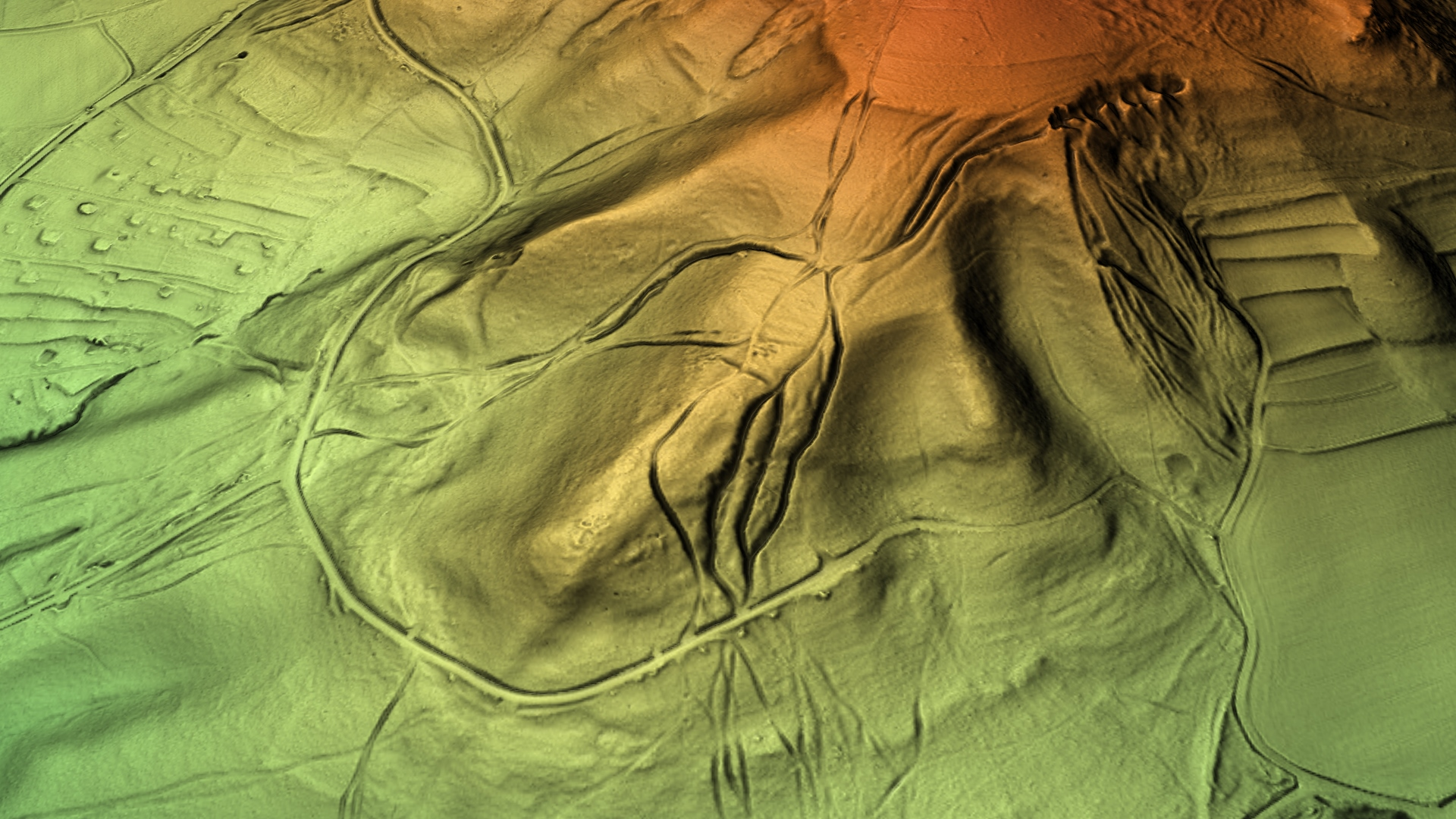
3D-Ansicht des digitalen Geländemodells

Die Abschnittsbefestigung Knock ist eine abgegangene vorgeschichtliche Befestigungsanlage bei Seigendorf, einem Ortsteil der Gemeinde Hirschaid im oberfränkischen Landkreis Bamberg in Bayern, Deutschland. Sie befindet sich auf dem namensgebenden Bergsporn Knock, etwa 1200 Meter ostnordöstlich der katholischen Kirche St. Michael in Seigendorf. Über die Abschnittsbefestigung sind keine geschichtlichen oder archäologischen Informationen bekannt. Sie wird grob als vorgeschichtlich datiert, Funde von der Befestigung sind nicht bekannt. Erhalten hat sich von der Anlage nur ein Abschnittswall mit Graben, die Stelle ist als Bodendenkmal Nummer D-4-6132-0082 „Vorgeschichtliche Abschnittsbefestigung“ geschützt.

## Beschreibung
Die Befestigung befindet sich auf etwa 435 m ü. NN Höhe auf dem Knock, und damit rund 150 Höhenmeter über dem Talgrund des Seigenbaches. Dieser Knock ist ein Hangsporn, der sich aus der 522 m ü. NN hohen Warte mit ihrem Segelfluggelände Friesener Warte sowie der großen spätlatènezeitlichen Abschnittsbefestigung Warte, in die später ein mittelalterlicher Ringwall eingebaut wurde, auf etwa der halben Hanghöhe nach Südsüdwesten erstreckt. Der Bergsporn fällt an seiner Spitze sehr steil, an der West- sowie an der Ostseite steil zu Tal ab und war so von Natur aus gut geschützt. Nur an der Nordnordostseite des Spornes steigt das Vorgelände steil bis zum großen Gipfelplateau der Warte an. Um eine Annäherung von dieser Seite zu erschweren, wurde 150 Meter vor der Spornspitze ein Abschnittswall mit vorgelegtem Graben angelegt. Der 40 Meter lange, sich leicht zur Spornspitze hin einziehende Wall ist rund fünf Meter breit und noch bis zu einem Meter hoch erhalten. Der Graben ist drei bis vier Meter breit und vom Vorgelände aus gemessen nur noch einen halben Meter tief. Das Westende des Wallgrabens ist stark gestört, das Ostende ist durch ein zu den Steinbrüchen am Berg führendes Hohlwegesystem vollständig zerstört.
Die leicht zur Spornspitze hin abfallende Innenfläche der Anlage maß rund 150 × 40 Meter. Außer dem Abschnittswall und dem Graben haben sich von der Befestigung keine deutlichen Spuren erhalten.